# Xakmati v SSSR
Xakmati v SSSR (rus: Шахматы в СССР; Escacs a la Unió Soviètica) va ser un revista d'escacs soviètica que es va publicar entre el 1931 i el 1991. Va ser editada per Viatxeslav Ragozin durant uns quants anys. Iuri Averbakh també en va ser editor. Des del 1921 o 1925 fins al 1930 es va titular Xakmati Listok (Papers d'escacs) i fou editada per Alexander Ilyin-Genevsky. El tiratge era de 55.000 exemplars.
Va ser publicada per la Federació d'Escacs de la Unió Soviètica.